# Demon Slayer: Kimetsu no Yaiba – To the Swordsmith Village
Demon Slayer: Kimetsu no Yaiba – To the Swordsmith Village (jap. 鬼滅の刃 刀鍛冶の里編 Kimetsu no yaiba Katanakaji no sato-hen), znany również jako Demon Slayer: To the Swordsmith Village – japoński film animowany z 2023 na podstawie mangi Miecz zabójcy demonów – Kimetsu no Yaiba autorstwa Koyoharu Gotōge. Za reżyserię odpowiadał Haruo Sotozaki, a za produkcję studio Ufotable. Film jest bezpośrednią kontynuacją drugiego sezonu serialu anime.
Film został wydany kinowo w Japonii 3 lutego 2023, natomiast premiera w polskich kinach odbyła się 11 marca 2023.

## Fabuła
Gdy Tanjiro Kamado, Zenitsu Agatsuma i Inosuke Hashibira pomagają Filarowi Dźwięku, Tengenowi Uzuiowi, w walce z wyższym rangą demonicznym rodzeństwem Gyutaro i Daki, należącym do Dwunastu Demonicznych Księżyców, zdają sobie sprawę, że jedynym sposobem na ich pokonanie jest jednoczesne ścięcie ich głów. Trio koordynuje swoje ataki, aby odciąć głowę Daki, jednak Tengen zostaje poważnie ranny przez Gyutaro, który następnie dźga Inosuke od tyłu zatrutym sierpem, aby odzyskać głowę swojej siostry. Zenitsu spycha Tanjiro z dachu, ratując go przed cięciami obi Daki, po czym na miejsce przybywa Gyutaro, drwiąc z Tanjiro za jego niezdolność do ochrony przyjaciół i swojej demonicznej młodszej siostry, Nezuko.
Gyutaro próbuje przekonać Tanjiro, aby przemienił się w demona, ale Tanjiro uderza go głową, jednocześnie wbijając w niego zatruty kunai. Gyutaro zostaje unieruchomiony, a Tanjiro podejmuje próbę ścięcia jego głowy. Zanim Daki zdąży interweniować, zostaje zaatakowana przez Zenitsu, który, wykorzystując resztki sił, dociera do jej szyi. Dołącza do niego Inosuke, który przeżył, ponieważ przemieścił swoje organy wewnętrzne po tym, jak został dźgnięty. Gyutaro usuwa kunai i odzyskuje siły; prawie zabija Tanjiro, lecz Tengen wkracza do walki i mierzy się z demonem. Tanjiro zbiera resztki sił, a na jego czole pojawia się tajemnicza blizna. W tym samym momencie przecina szyję Gyutaro, podczas gdy Zenitsu i Inosuke ścinają głowę Daki.
Zabójcy demonów razem odcinają głowy rodzeństwa, które upadają blisko siebie. Tengen ostrzega ciężko zatrutego Tanjiro, by uciekał, gdyż ciało Gyutaro eksploduje, uwalniając fale krwawych ostrzy, które zniszczą całe miasto. Jednak Nezuko używa Demonicznej Sztuki Krwi, aby spalić ostrza i uratować brata przed trucizną. Oczyszcza również organizmy Inosuke i Tengena z trucizny Gyutaro, ratując im życie. Tanjiro odnajduje umierających Gyutaro i Daki, którzy kłócą się o swoją porażkę.
Tanjiro interweniuje, nalegając, aby rodzeństwo pogodziło się ze sobą, ponieważ po wszystkich okrucieństwach, które popełnili, nie pozostanie im nic poza sobą nawzajem. Daki rozpada się pierwsza, podczas gdy Gyutaro przypomina sobie ich ludzkie życie sprzed przemiany w demony, po czym również się rozpada. W zaświatach Gyutaro i Daki godzą się, przypominając sobie obietnicę, że nigdy się nie rozstaną, po czym wspólnie odchodzą do piekła.
W tym czasie przybywa Filar Węży, Obanai Iguro, który gratuluje Tengenowi pokonania demonów, jednak Tengen informuje go o swojej decyzji o odejściu z Korpusu Zabójców Demonów oraz o potencjale Tanjiro do zostania Filarem. Tymczasem król demonów, Muzan Kibutsuji, wzywa pozostałych pięciu Wyższych Księżyców – Akazę, Gyokko, Hantengu, Domę i Kokushibo – aby poinformować ich o śmierci Gyutaro. Karci ich za ich porażki i brak determinacji, po czym wysyła Gyokko i Hantengu na wspólną misję, aby osłabić Korpus Zabójców Demonów.
Dwa miesiące później Tanjiro ma sen o spotkaniu swojego przodka z Korpusu Zabójców Demonów, który uratował jego rodzinę i nosił te same kolczyki co on. Po przebudzeniu się ze śpiączki nadal dochodzi do siebie po odniesionych obrażeniach, podczas gdy Zenitsu i Inosuke zostają wezwani na indywidualne misje. Ponieważ jego miecznik, Hotaru Haganezuka, odmówił wykucia nowego miecza z powodu ciągłego łamania poprzednich, Tanjiro zostaje poinformowany, że musi udać się do Wioski Mieczników, aby omówić tę sprawę osobiście. Po przybyciu na miejsce wraz z Nezuko spotyka Filar Miłości, Mitsuri Kanroji, oraz wodza wioski, Tecchina Tecchikawaharę, który zapewnia go, że sprowadzi Hotaru, by ten wykonał dla niego nowy miecz.
Podczas relaksu w gorących źródłach Tanjiro i Nezuko napotykają Genyę, młodszego brata Filaru Wiatru, Sanemiego Shinazugawy, i zarazem swojego towarzysza w Korpusie Zabójców Demonów. Genya gniewnie uderza Tanjiro i odchodzi. W wiosce Mitsuri wspomina Tanjiro o „tajnej broni” ukrytej w wiosce, która może go wzmocnić, po czym żegna się z rodzeństwem. Następnego dnia, podczas poszukiwań sekretnej broni, Tanjiro spotyka Filara Mgły, Muichiro Tokito, i zauważa przy nim postać, która wydaje się być tą samą osobą, którą widział w swoim śnie.

## Obsada
| Postać                 | Seiyū               |
| ---------------------- | ------------------- |
| Tanjiro Kamado         | Natsuki Hanae       |
| Nezuko Kamado          | Akari Kitō          |
| Zenitsu Agatsuma       | Hiro Shimono        |
| Inosuke Hashibira      | Yoshitsugu Matsuoka |
| Tengen Uzui            | Katsuyuki Konishi   |
| Gyutaro                | Ryōta Ōsaka         |
| Daki                   | Miyuki Sawashiro    |
| Hinatsuru              | Atsumi Tanezaki     |
| Makio                  | Shizuka Ishigami    |
| Suma                   | Nao Tōyama          |
| Muzan Kibutsuji        | Toshihiko Seki      |
| Kokushibo              | Ryōtarō Okiayu      |
| Doma                   | Mamoru Miyano       |
| Akaza                  | Akira Ishida        |
| Hantengu               | Toshio Furukawa     |
| Gyokko                 | Kōsuke Toriumi      |
| Nakime                 | Marina Inoue        |
| Mitsuri Kanroji        | Kana Hanazawa       |
| Muichiro Tokito        | Kengo Kawanishi     |
| Obanai Iguro           | Ken’ichi Suzumura   |
| Kanao Tsuyuri          | Reina Ueda          |
| Aoi Kanzaki            | Yuri Ehara          |
| Sumi Nakahara          | Ayumi Mano          |
| Kiyo Terauchi          | Nanami Yamashita    |
| Naho Takada            | Yuki Kuwahara       |
| Genya Shinazugawa      | Nobuhiko Okamoto    |
| Hotaru Haganezuka      | Daisuke Namikawa    |
| Kagaya Ubuyashiki      | Toshiyuki Morikawa  |
| Amane Ubuyashiki       | Rina Satō           |
| Tecchin Tecchikawahara | Yūsaku Yara         |
| Kotetsu                | Ayumu Murase        |
| Goto                   | Makoto Furukawa     |
| Sumiyoshi              | Hirofumi Nojima     |
| Yoriichi Tsugikuni     | Kazuhiko Inoue      |